# District de Vizianagaram
Le district de Vizianagaram (télougou : విజయనగర౦) est un district de l'état de l'Andhra Pradesh en Inde. 

## Géographie
Son chef-lieu est Vizianagaram.
Au recensement de 2011, sa population était de 2 344 474 habitants pour une superficie de 6 539 km2.

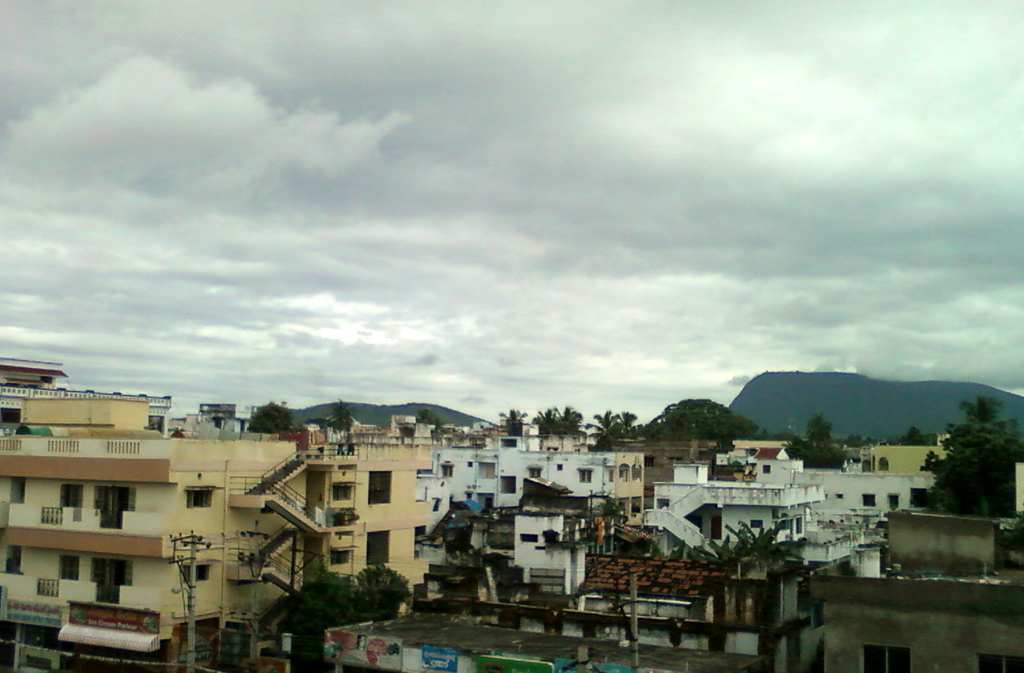
Vue de Vizianagaram.